# Liste der Monuments historiques in Manosque
Die Liste der Monuments historiques in Manosque führt die Monuments historiques in der französischen Gemeinde Manosque auf.

## Liste der Bauwerke
| Bezeichnung                   | Beschreibung | Standort                                      | Kennzeichnung | Schutzstatus | Datum      | Bild           |
| ----------------------------- | ------------ | --------------------------------------------- | ------------- | ------------ | ---------- | -------------- |
| Couvent des Observantins      |              | 2, rue des Écoles (Lage)                      | PA00080419    | Inscrit      | 1977       | weitere Bilder |
| Couvent de la Présentation    |              | 7/9, boulevard Élemir-Bourges (Lage)          | PA00080420    | Classé       | 1987       | weitere Bilder |
| Steinkreuz in der Kirche      |              | (Lage)                                        | PA00080421    | Inscrit      | 1927       | weitere Bilder |
| Kirche Notre-Dame-de-Romigier |              | (Lage)                                        | PA00080422    | Classé       | 1980       | weitere Bilder |
| Kirche St-Sauveur             |              | (Lage)                                        | PA00080423    | Classé       | 1975-07-11 | weitere Bilder |
| Hôtel de Gassaud              |              | 38, Grande-Rue (Lage)                         | PA00080424    | Inscrit      | 1951       | weitere Bilder |
| Hôtel Isaac-Bourdin           |              | 1, rue des Marchands 22, rue Soubeyran (Lage) | PA00135599    | Inscrit      | 1995       | weitere Bilder |
| Hôtel de ville (Manosque)     |              | Place de l’Hôtel-de-Ville (Lage)              | PA00080425    | Inscrit      | 1946       | weitere Bilder |
| Gebäude                       |              | 5/7, Grande-Rue (Lage)                        | PA00080426    | Inscrit      | 1987       | weitere Bilder |
| Haus von Jean Giono           |              | 14, rue Grande (Lage)                         | PA04000006    | Inscrit      | 1996       | weitere Bilder |
| Porte de la Saunerie          |              | (Lage)                                        | PA00080427    | Classé       | 1886       | weitere Bilder |
| Porte du Soubeyran            |              | (Lage)                                        | PA00080428    | Inscrit      | 1933       | weitere Bilder |
| Tour du Mont d’Or             |              | (Lage)                                        | PA00080429    | Inscrit      | 1927       | weitere Bilder |

## Liste der Objekte
- Monuments historiques (Objekte) in Manosque in der Base Palissy des französischen Kultusministeriums